# مايكل لويس
مايكل ماريو لويس (بالعبرية: מייקל לואיס, مواليد 21 ديسمبر 1987) ممثل وعارض أزياء إسرائيلي. في صيف 2007 وشتاء 2008 أدى لويس عرضًا لأزياء شركة الملابس الإسرائية فوكس، مع إستي غينزبورغ. كما ظهر في عروض أزياء لصالح كاسترو، وتموضع على العديد من أغلفة المجلات الإسرائيلية.

## حياته المهنية

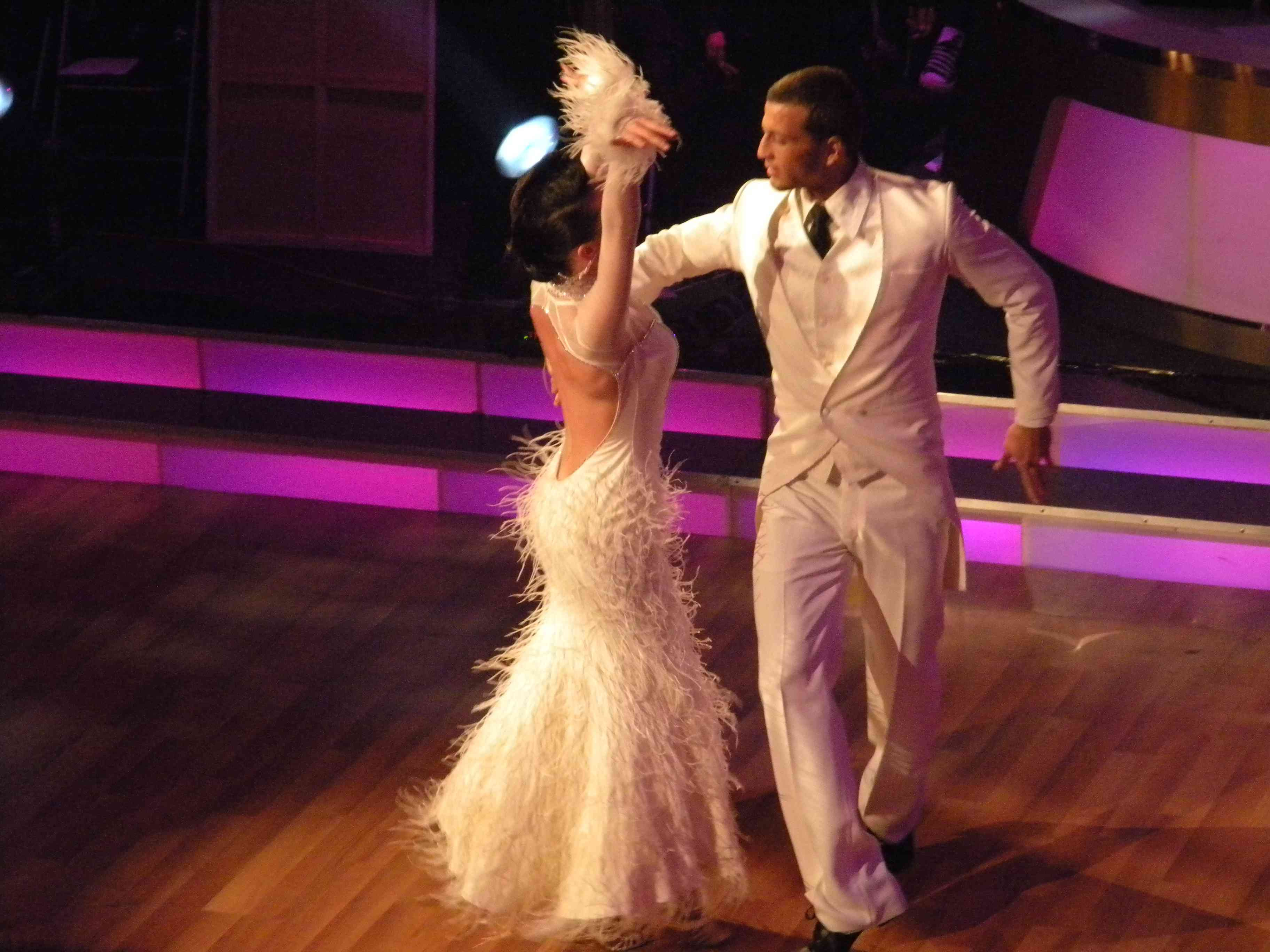
مايكل لويس وآنا أرونوف في موقع تصوير فيلم الرقص مع النجوم

في مطلع 2010، فاز مع الراقصة الاحترافية آنا أرنوف في الموسم الخامس من النسخة الإسرائيلية لبرنامج الرقص مع النجوم. سنة 2012 شارك في الموسم السادس من النسخة الإسرائيلية لبرنامج تلفزيون الواقع  سرفايفر بنسخة الشخصية المهمة، فيما ابتعد عن اللعبة مبكرًا لأسبابٍ صحية.
كما شارك في الموسم الإيطالي الثالث من بيكينغ إكسبريس سنة 2014، إلى جوار لوكا بيتي، لتنتهي رحلتهم في الحلقة الرابعة.

## حياته الشخصية
ولدّ لويس وترعرع في تل أبيب، إسرائيل لأمٍ من أصول إيطالية وأرجنتينية، وأبٍ من خلفية هولندية. يجيد لويس التحدث بثلاث لغات (العبرية، الإنجليزية والإيطالية). بدأ التمثيل وعرض الأزياء في الخامسة عشر من عمره.

## روابط إضافية
- مايكل لويس على موقع IMDb (الإنجليزية)
- مايكل لويس على موقع كينوبويسك (الروسية)